# 末川久幸
末川 久幸（すえかわ　ひさゆき、1959年3月17日 - ）は、日本の実業家。株式会社資生堂相談役、前代表取締役社長。

## 概要

### 略歴
1982年、国際商科大学（現東京国際大学）商学部卒業後、資生堂に入社。奈良で6年間販売を担当し、チェイン事業部、化粧品計画部課長などを経たのちに、2005年に経営企画に配属された。事業所内保育施設「カンガルーム」を立ち上げ、05～08年の3年は、多くあったブランドを集約し、TSUBAKIやunoなどの重点ブランドを、広告、開発リリースに集中投下する「メガブランド戦略」を提案、これが成功し業績が大きく伸びる。また、資生堂初の通販化粧品ブランド「草花木果≪そうかもっか≫」を立ち上げた。2009年に取締役に就任。2011年には、慶應閥といわれる資生堂の中で、51歳という異例の若さで社長に就任した。また、資生堂でタブーとされ、批判を恐れ誰も触れたがらなかった通販事業を初めて立ち上げたりしたが成功したとはいえず、社員やOBの憩いの場であった箱根の保養所を閉鎖するなどした。2013年、健康上の理由で社長を辞任、相談役に退いた。

## 人物
末川が次長であった当時、新しく社長に就任する前田新造に「全国顔見せ巡業」を提案した。社内からは、失礼だという批判意見が相次いたが、自分の会社の社長をテレビや新聞でしか見たことがない、社長と会えないのが当たり前と思うのはおかしいと社長に直言。前田はこの提案を受け入れ、2カ月間で全事業所16カ所と現場10カ所をあわせて9000人近くの従業員に対して話をすることになった。これを機に社内一丸となり、2005年の営業利益265億円が、2008年には635億円になるなど、業績は大きく伸びた。

## 経歴
- 1982年　資生堂入社
- 2005年　資生堂経営企画部次長
- 2009年　資生堂取締役
- 2011年　資生堂代表取締役社長

## テレビ番組
- 日経スペシャル ガイアの夜明け 社長への階段 〜次世代リーダーの育て方〜（2004年4月27日、テレビ東京）[4]。